# Qarāvolkhāneh (ort i Bushehr)
Qarāvolkhāneh (persiska: قراولخانه, قَراوَل خانِه) är en ort i Iran.   Den ligger i provinsen Bushehr, i den centrala delen av landet, 700 km söder om huvudstaden Teheran. Qarāvolkhāneh ligger 108 meter över havet och antalet invånare är 178.
Terrängen runt Qarāvolkhāneh är varierad. Runt Qarāvolkhāneh är det ganska glesbefolkat, med 43 invånare per kvadratkilometer. Närmaste större samhälle är Borāzjān, 11,9 km söder om Qarāvolkhāneh. Omgivningarna runt Qarāvolkhāneh är i huvudsak ett öppet busklandskap.